# Herrmannella valida
Herrmannella valida is een eenoogkreeftjessoort uit de familie van de Lichomolgidae. De wetenschappelijke naam van de soort werd in 1918 voor het eerst geldig gepubliceerd door Georg Ossian Sars.